# Ficus rubrijuvenis
Ficus rubrijuvenis är en mullbärsväxtart som beskrevs av Weiblen och Whitfeld. Ficus rubrijuvenis ingår i släktet fikonsläktet, och familjen mullbärsväxter. Inga underarter finns listade i Catalogue of Life.